# Order Zasługi Księstwa Liechtenstein

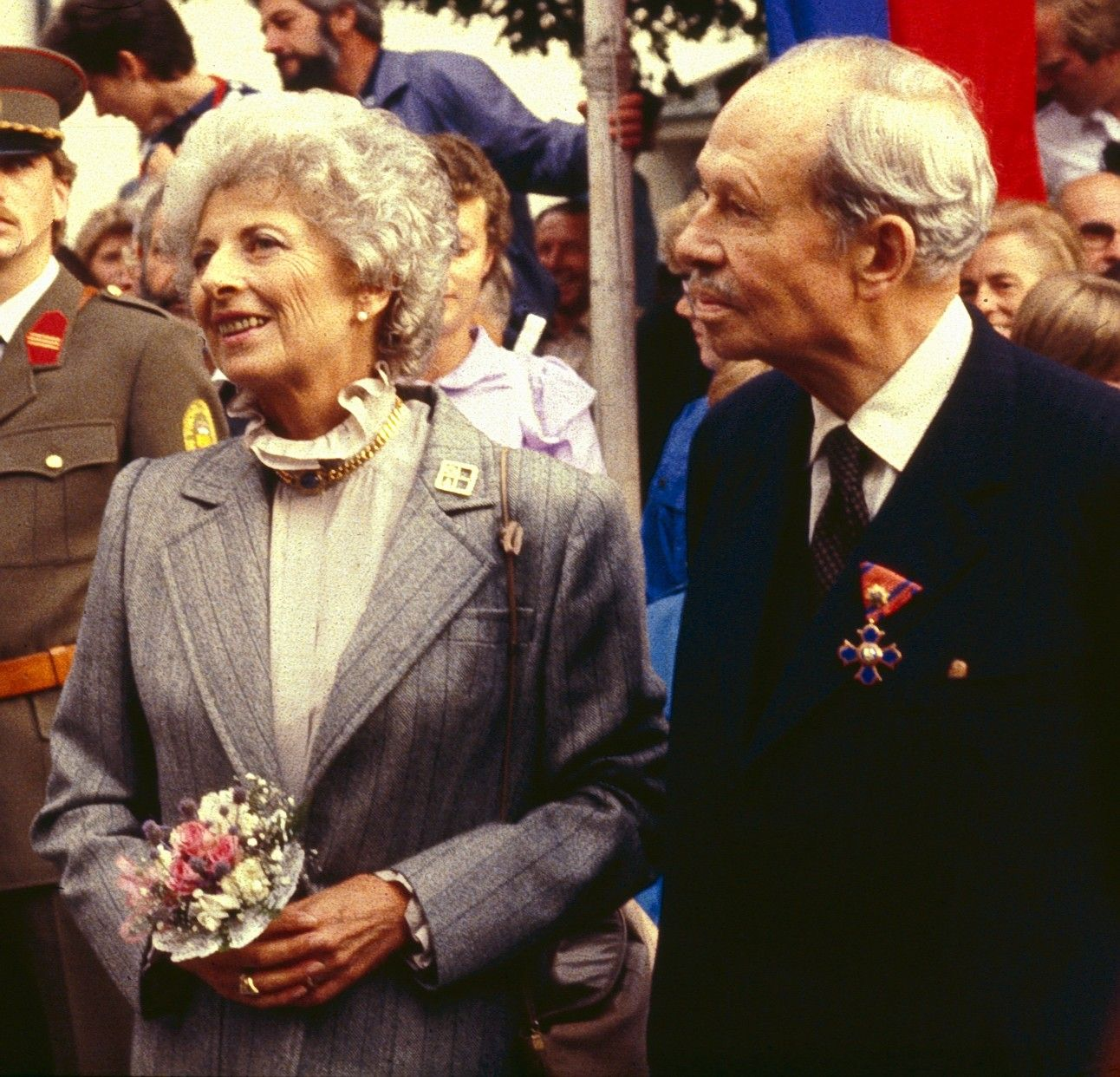
Książę Liechtensteinu Franciszek Józef II udekorowany Orderem Zasług Księstwa Liechtenstein

Order Zasługi Księstwa Liechtenstein (niem. Fürstlich Liechtensteinischer Verdienstorden) – najwyższe odznaczenie Księstwa Liechtenstein ustanowione w 1937. 

## Historia i zasady nadawania
Order Zasługi Księstwa Liechtenstein został ustanowiony 22 lipca 1937 przez księcia Franciszka I i jest nadawany obywatelom księstwa oraz cudzoziemcom za wybitne zasługi dla Księstwa Liechtenstein. Kanclerzem orderu jest każdorazowy panujący książę Liechtensteinu.
Do 1960 order dzielił się na pięć klas, do których książę Franciszek Józef II dodał Wielki Krzyż Komandorski z Brylantami (jako II klasę), przesuwając pozostałe klasy o jedno miejsce w dół:
- I klasa – Wielka Gwiazda
- II klasa – Wielki Krzyż z Brylantami
- III klasa – Wielki Krzyż
- IV klasa – Krzyż Komandorski z Gwiazdą
- V klasa – Krzyż Komandorski
- VI klasa – Krzyż Kawalerski.

## Opis odznaki
Odznaką orderu jest emaliowany na granatowo, z czerwonymi obrzeżami, złoty (lub srebrny) krzyż, tzw. jabłkowy. Pośrodku krzyża widnieje okrągły medalion w czerwonej otoczce ze złotą literą L (Liechtenstein) na granatowym tle. Na rewersie odznaki znajduje się inicjał księcia Franciszka I, fundatora orderu. Kawalerom orderu I, II, III i IV klasy przysługuje również gwiazda orderowa. Jest nią ośmiokątna gwiazda (złota dla klasy I, srebrna dla pozostałych), wysadzana brylantami. Pośrodku gwiazdy znajduje się odznaka Orderu Zasługi Księstwa Liechtenstein. Wstęga orderowa składa się z dwóch równej szerokości pasów, niebieskiego i czerwonego. Kolory pochodzą z flagi Liechtensteinu. Wielką Gwiazdę, Wielki Krzyż z Brylantami i Wielki Krzyż nosi się na wielkiej wstędze orderowej, Krzyż Komandorski z Gwiazdą i Krzyż Komandorski na wstędze na szyi, a Krzyż Kawalerski na wstążce wiązanej na modłę austriacką na piersi.